# Sinope (Mond)
Sinope (auch Jupiter IX) ist einer der äußersten bekannten Monde des Planeten Jupiter.

## Entdeckung
Sinope wurde am 1. Juli 1914 von dem Astronomen Seth Barnes Nicholson am Lick-Observatorium entdeckt.
Benannt wurde der Mond nach Sinope, einer Nymphe aus der griechischen Mythologie, die von Zeus umworben und von Apollon entführt wurde.
Seinen offiziellen Namen erhielt er erst 1975, vorher wurde Sinope einfach als Jupitermond IX bezeichnet, da sie der neunte entdeckte Mond bei Jupiter war.

## Bahndaten
Sinope umkreist Jupiter in einem mittleren Abstand von 23.939.000 km in etwa 724 Tagen. Die Bahn weist eine Exzentrizität von 0,250 auf. Mit einer Neigung von 158,1° ist die Bahn retrograd, das heißt, der Mond bewegt sich entgegen der Rotationsrichtung des Jupiter um den Planeten.
Sinope wird aufgrund ihrer Bahneigenschaften der Pasiphae-Gruppe zugerechnet.

## Physikalische Daten
Sinope besitzt einen mittleren Durchmesser von etwa 38 km. Ihre Dichte wird auf 2,6 g/cm³ geschätzt. Sie ist vermutlich überwiegend aus silikatischem Gestein aufgebaut.
Sinope weist eine sehr dunkle Oberfläche mit einer Albedo von 0,05 auf, d. h., nur 5 % des eingestrahlten Sonnenlichts werden reflektiert. Seine scheinbare Helligkeit beträgt 18,2m. Die Rotationsperiode beträgt etwas mehr als 13 Stunden.